# 김춘섭
김춘섭(金春燮, ? - )은 조선민주주의인민공화국의 정치인이다. 자강도 당위원회 책임비서를 지냈으며, 현재 조선민주주의인민공화국 국방위원회 의원이다.

## 경력
2010년 9월 자강도 당위원회 비서에 임명된 이후, 2013년 8월에 자강도 당위원회 책임비서에 올랐다.
 2015년 4월, 최고인민회의 제13기 3차 회의에서 박도춘 후임으로 조선민주주의인민공화국 국방위원회 의원에 선출되었다.